# Abu Dawud
Muhammad Dawud Auda (arab. محمد داود عودة), znany jako Abu Dawud (arab. أبو داود) (ur. 16 sierpnia 1937 w Jerozolimie, zm. 3 lipca 2010 w Damaszku) – terrorysta palestyński, jeden z przywódców organizacji terrorystycznej Czarny Wrzesień. Autor planu uprowadzenia izraelskich sportowców podczas olimpiady w Monachium w 1972.
Przebywał dość często w Polsce, gdzie spotykał się z wieloma osobami, z ludźmi z rządu, z ludźmi zajmującymi się współpracą z obcokrajowcami – jak sam opowiadał dziennikarzom "Superwizjera" – "Mieliśmy z nimi kontakty. Wielokrotnie kupowaliśmy od nich broń, kałasznikowy. Czasem kupowaliśmy też taki mniejszy pistolet. Polska broń była najlepsza. Szkolili nas polscy żołnierze".
Został postrzelony pięć razy 1 sierpnia 1981 (sam Abu Dawud mówił o siedmiu kulach) w znajdującej się na pierwszym piętrze kawiarni Opera warszawskiego hotelu Victoria (dziś jest tam kasyno).
Po postrzeleniu twierdził, że ten zamach to część izraelskiej Operacji Gniew Boży, później podawano informację, że zamachowiec pracował i dla izraelskiego Mosadu, i dla Organizacji Abu Nidala, ale dotąd nie ma całkowitej pewności, kto stał za zamachem (zwłaszcza że inny przywódca Czarnego Września Salah Chalaf, znany jako Abu Ijad, został zlikwidowany w Tunisie w 1991 przez strzelca zwerbowanego podobno przez Organizację Abu Nidala).
Początkowo trafił do kliniki na Banacha, gdy tylko dowiedziano się, kim jest, został natychmiast przewieziony do szpitala MSW. Po dwóch tygodniach Abu Dawuda przejęło Stasi, dając mu wkrótce przepustkę na pobyt na leczenie w szpitalu w Berlinie Wschodnim. W 1996 otrzymał pozwolenie na podróż przez Izrael na spotkanie przywódców OWP w Strefie Gazy, gdzie optował za wykreśleniem z deklaracji programowej OWP postulatu o zniszczeniu Izraela.
Abu Dawud opublikował w 1999 autobiografię Palestine: de Jérusalem à Munich w jęz. francuskim, opublikowana wkrótce po angielsku pod tytułem Memoirs of a Palestinian Terrorist, za którą otrzymał "Palestyńską Nagrodę Kulturalną" i 10 000 franków. Mieszkał w Damaszku w Syrii, żona w Ammanie.